# Comuna Cavadinești, Galați
Cavadinești este o comună în județul Galați, Moldova, România, formată din satele Cavadinești (reședința), Comănești, Gănești și Vădeni. Se află în Podișul Covurluiului; lângă Horincea și Prut; și la o altitudine de 90 m deasupra nivelului mării. Are o suprafață de 110,86 km². Populația este de 2.445 locuitori, determinată în 1 decembrie 2021, prin recensământ, chestionar.

## Așezare
Comuna se află în extremitatea nord-estică a județului, în Podișul Covurlui, pe malul drept al Prutului și pe ale afluentului acestuia Horincea, la limita cu județul Vaslui și la granița cu raionul Cahul din Republica Moldova. Este străbătută de șoseaua națională DN26, care leagă Galațiul de Murgeni. La Cavadinești, din acest drum se ramifică șoseaua județeană DJ242A, care duce spre vest la Berești-Meria, Berești, Rădești și Bălăbănești (unde se termină în DN24D).

## Istorie
La sfârșitul secolului al XIX-lea, comuna făcea parte din plasa Horincea a județului Covurlui, și era formată din satele Grăpeni, Cavadinești și Rugineni, având în total 2242 de locuitori ce trăiau în 501 case. În comună se aflau patru biserici, din care una, cea din Grăpeni, era în ruină și nefolosită; o școală de băieți cu 76 de elevi și una de fete. La acea dată, pe teritoriul actual al comunei, mai funcționa în aceeași plasă și comuna Gănești, formată din satele Gănești și Comănești, având 2046 de locuitori ce trăiau în 457 de case, patru biserici și două școli (una de băieți și una de fete).
Anuarul Socec din 1925 consemnează comunele în aceeași plasă și în aceeași alcătuire, comuna Cavadinești având 2671 locuitori, iar comuna Gănești — 2520. În 1931, din comuna vecină Rogojeni, s-a desprins satul Vădeni, pentru a forma o comună de sine stătătoare.
În 1950, cele trei comune au fost arondate raionului Murgeni din regiunea Bârlad, apoi (după 1956) raionului Berești și (după 1960) raionului Bujor din regiunea Galați. În 1968, au fost transferate județului Galați, dar comunele Gănești și Vădeni au fost desființate, satele lor trecând la comuna Cavadinești. Tot atunci, satele Grăpeni, Rugineni și Posada (un alt sat apărut între timp) au fost desființate și comasate cu satul Cavadinești.

## Monumente istorice
Un singur obiectiv din comuna Cavadinești este inclus în lista monumentelor istorice din județul Galați ca monument de interes local: situl arheologic din punctul „Râpa Glodului”, la 4 km sud-vest de satul Cavadinești, ansamblu alcătuit dintr-o așezare daco-romană (secolele al IV-lea–al III-lea î.e.n., din perioada Latène) și una mai veche (din secolele al XIII-lea–al XII-lea î.e.n., din Epoca Bronzului târziu, cultura Noua).

## Demografie
Componența etnică a comunei Cavadinești
     Români (90,59%)
     Romi (1,1%)
     Alte etnii (8,3%)
Componența confesională a comunei Cavadinești
     Ortodocși (90,02%)
     Alte religii (1,35%)
     Necunoscută (8,63%)
Conform recensământului efectuat în 2021, populația comunei Cavadinești se ridică la 2.445 de locuitori, în scădere față de recensământul anterior din 2011, când fuseseră înregistrați 3.125 de locuitori. Majoritatea locuitorilor sunt români (90,59%), cu o minoritate de romi (1,1%). Din punct de vedere confesional, majoritatea locuitorilor sunt ortodocși (90,02%), iar pentru 8,63% nu se cunoaște apartenența confesională.

## Politică și administrație
Comuna Cavadinești este administrată de un primar și un consiliu local compus din 11 consilieri. Primarul, Benone Ichim[*], de la Partidul Social Democrat, este în funcție din octombrie 2020. Începând cu alegerile locale din 2024, consiliul local are următoarea componență pe partide politice:
|  | Partid                    | Consilieri | Componența Consiliului | Componența Consiliului | Componența Consiliului | Componența Consiliului | Componența Consiliului | Componența Consiliului |
|  | ------------------------- | ---------- | ---------------------- | ---------------------- | ---------------------- | ---------------------- | ---------------------- | ---------------------- |
|  | Partidul Social Democrat  | 6          |                        |                        |                        |                        |                        |                        |
|  | Partidul Național Liberal | 5          |                        |                        |                        |                        |                        |                        |

## Personalități născute aici
- Constantin Sârbu (1905 - 1975), preot ortodox, canonizat ca sfânt.